# Elecciones generales de Bolivia de 1931
Las elecciones generales de Bolivia de 1931 se llevaron a cabo en todo el país el día domingo 4 de enero de 1931, con el objetivo de elegir al futuro Presidente de Bolivia para el periodo constitucional 1931-1935. Alrededor 38 997 personas acudieron a las urnas para depositar su voto con el sistema electoral de voto calificado. Solamente se presentó un candidato y fue Daniel Salamanca en representación del Partido Republicano Genuino.
Ganó estos comicios con el 100 % de la votación total, logrando obtener el apoyo de 38 282 votos, siendo de esta manera declarado como el nuevo presidente electo democráticamente, mediante Ley del 4 de marzo, asumiendo oficialmente la Presidencia de Bolivia por el 5 de marzo de 1931.

### Congreso
|         |                                |           |           |
| Partido | Partido                        | Diputados | Senadores |
|         | Partido Liberal                | 26        | 10        |
|         | Partido Republicano Genuino    | 28        | 5         |
|         | Partido Republicano Socialista | 9         | 1         |
|         | Partido Nacionalista           | 3         | 0         |
|         | Independientes                 | 2         | 0         |
| Total   | Total                          | 68        | 16        |